# Leopards
Leopards (afr. Luiperds, do 1997 jako Western Transvaal) – regionalna drużyna rugby union reprezentująca południowoafrykańską Prowincję Północno-Zachodnią. Swoje spotkania rozgrywa na 24-tysięcznym Olën Park w Potchefstroom nazwanym na cześć Carla Olëna, jednego z pierwszych przewodniczących lokalnych struktur rugby. Z uwagi na siedzibę zespół regularnie pozyskuje zawodników z „Pukke”, miejscowego kampusu Uniwersytetu Północno-Zachodniego.

## Historia
Związek rugby w Zachodnim Transwalu został założony 26 marca 1920 r. i w tym czasie powstał także pierwszy zespół reprezentujący region. Ze względu na lokalne uprawy drużyna zyskała początkowo przydomek „Mielieboere”, w wolnym tłumaczeniu z afrikaans: kukurydziani rolnicy.
W 1997 roku, po odejściu w polityce wewnętrznej od mającej konotacje z apartheidem nazwy Transwal, zespół został przemianowany na Leopards, „Lamparty”, a zarządzający nim związek – Leopards Rugby Union. Dziesięć lat później jego większościowym udziałowcem zostało przedsiębiorstwo Royal Bafokeng Sports Holdings należące do miejscowej ludności Royal Bafokeng. Tym samym Leopards Rugby Union został pierwszym związkiem rugby w RPA pozostającym własnością czarnych mieszkańców RPA. Współpracę zakończono w roku 2011.
Drużyna nigdy nie osiągała większych sukcesów na arenie ogólnokrajowej – nigdy nie wywalczyła mistrzostwa w rodzimych rozgrywkach Currie Cup czy Vodacom Cup. W 2005 roku Leopards dotarli do finału Vodacom Cup, a w 2015 roku sięgnęli po triumf w First Division (na drugim poziomie) Currie Cup.
Jako jeden z mniejszych ośrodków, zepół z Zachodniego Transwalu „dostarczył” do reprezentacji zaledwie jedenastu zawodników, z czego tylko sześciu po raz pierwszy trafiło do kadry Springboks właśnie za czasów gry w ekipie „Mielieboere”.
Najwięcej meczów w barwach Leopards rozegrał Werner Lessing (191), najwięcej punktów zdobył Dewald Basson (1183), a najwięcej przyłożeń Colin Lloyd (48).